# Anosia berenice
Anosia berenice är en fjärilsart som beskrevs av Pieter Cramer 1779. Anosia berenice ingår i släktet Anosia och familjen praktfjärilar. Inga underarter finns listade i Catalogue of Life.